# Tour d'Estrémadure féminin
Cet article concerne la course féminine. Pour la course masculine, voir Tour d'Estrémadure.
 (décembre 2024).
Si vous disposez d'ouvrages ou d'articles de référence ou si vous connaissez des sites web de qualité traitant du thème abordé ici, merci de compléter l'article en donnant les références utiles à sa vérifiabilité et en les liant à la section « Notes et références ».
Le Tour d'Estrémadure féminin (officiellement Vuelta Extremadura Féminas) est une course cycliste féminine par étapes disputée en Espagne. Créé en 2023, il fait partie du calendrier de l'Union cycliste internationale en catégorie 2.2. 
L'épreuve est tracée sur trois étapes qui traversent la communauté autonome espagnole d'Estrémadure, au sud-ouest de l'Espagne. La première édition est dominée par l'équipe Arkéa, dont les coureuses ont remporté toutes les étapes et réalisé le triplé au classement général.

## Palmarès
| Année | Vainqueur          | Deuxième              | Troisième       |
| ----- | ------------------ | --------------------- | --------------- |
| 2023  | Megan Armitage     | Clara Emond           | Maaike Coljé    |
| 2024  | Mareille Meijering | Gaia Realini          | Brodie Chapman  |
| 2025  | Ellen van Dijk     | Mie Bjørndal Ottestad | Greta Marturano |